# Тышкевич, Регина Иосифовна
Реги́на Ио́сифовна Тышке́вич (бел. Рэгіна Іосіфаўна Тышкевіч; 20 октября 1929, Минск, БССР, СССР — 17 ноября 2019) — советский и белорусский математик, специалист по теории графов. Доктор физико-математических наук, профессор.

## Биография
Регина Иосифовна Тышкевич родилась 20 октября 1929 г. в Минске. В детстве она переехала к тёте в Вилейку, мать же в это время осталась жить и работать в Ижевске, куда после долгих перипетий они попали во время эвакуации.
В 1947 г. окончила среднюю школу в г. Вилейка Молодечненской области, БССР. После удачной сдачи экзаменов она поступила на физико-математический факультет БГУ, который окончила в 1952 году. В этом же году Регина Иосифовна поступила в аспирантуру, окончив которую, она начала преподавать на родном факультете. В 1959 году защитила кандидатскую диссертацию. В 1984 году в Институте кибернетики им. В. М. Глушкова АН УССР (Киев) защитила докторскую диссертацию по теме «Алгебраические методы теории графов» — данная докторская диссертация была первой в Советском Союзе по теории графов. В 1986 году ей присвоено учёное звание профессора.

## Научно-педагогическая деятельность
Регина Иосифовна вела активную научно-исследовательскую деятельность. Она являлась основателем и руководителем белорусской научной школы теории графов, которая получила мировое признание. Ввела единый новаторский курс алгебры и геометрии, который ранее не преподавался ни в одном из вузов СССР (вместо отдельных курсов алгебры и геометрии ею совместно с А. С. Феденко впервые в СССР был прочитан единый курс этих дисциплин). Автор и инициатор преподавания на факультете курса «Введение в математику», не входившего до этого в учебные планы университетов СССР. Она — один из авторов коллективного труда «Лекции по теории графов» — первого учебника по теории графов не только в СССР, но и за его пределами. «Лекции по теории графов» вместе с сопутствующим задачником переведены на английский язык и изданы за рубежом.
Подготовила 17 кандидатов и 1 доктора физико-математических наук, которые работают в университетах Беларуси, Великобритании, США, Канады, Вьетнама и Гвинеи. Кроме того, она входила в совет по защите кандидатских и докторских диссертаций Объединённого института проблем информатики (ОИПИ) и Института математики НАН Беларуси по специальности 01.01.09 «Дискретная математика и математическая кибернетика», а также являлась членом Научного совета по государственной программе фундаментальных исследований.

### Публикации
Автор свыше 100 научных и научно-методических работ, в том числе 14 учебников и монографий, три из которых переведены на английский язык и изданы за рубежом.
Некоторые работы:
- L(2, 1) раскраска и гамильтоново пополнение[9]
- Алгебраическая теория декомпозиции графов: из истории, последние достижения, перспективы[10]
- Теория графов. Типовая учебная программа. ТД №G-165/тип[11]
- Алгебра и аналитическая геометрия, часть 1[12]
- Алгебра и аналитическая геометрия: в 2-х частях, часть 2[13]
- Супруненко Д. А., Тышкевич Р. И. Перестановочные матрицы. — Минск: Наука и техника, 1966. — 2500 экз.

## Награды
- Почётная грамота Министерства высшего и среднего образования БССР «За многолетнюю плодотворную научно-методическую деятельность» (1979);
- Медаль «Ветеран труда» (1985);
- Почётное звание «Заслуженный работник народного образования Республики Беларусь» (1992);[14]
- Государственная премия Республики Беларусь (1998);
- Медаль Франциска Скорины (2009)[15]